# Les Aventures extraordinaires de Cervantes
Pour plus de détails, voir Fiche technique et Distribution.
Les Aventures extraordinaires de Cervantes (titre original : Cervantes) est un film franco-hispano-italien réalisé par Vincent Sherman, sorti en 1967.

## Synopsis
Au XVIe siècle, on assiste aux exploits et aux amours du jeune et fougueux Miguel de Cervantes, futur auteur de Don Quichotte. De ses démêlés avec le cardinal Giulio Acquaviva et l’Ottoman Hassan Bey, en passant par son alliance avec le pape Pie IV, par ses amours contrariées avec la belle courtisane romaine Giulia, par son combat auprès de Philippe II d’Espagne contre les Maures, par sa bravoure à la bataille navale de Lépante où il perd l’usage de son bras gauche, mais gagne une pension, jusqu’à sa capture en même temps que son frère Rodrigo par des pirates et leur emprisonnement à Alger par Hassan Bey. Miguel ayant acquis une renommée du fait de ses exploits guerriers, Hassan Bey monnaye la libération des deux frères contre rançon à leur famille, mais également au roi d’Espagne. Durant cette négociation, Hassan Bey réduit les deux frères en esclavage, mais Miguel fomente une rébellion, ce qui lui vaut d’être soumis à la torture puis condamné à mort. Heureusement, la rançon est payée juste avant son exécution et Hassan Bey rend leur liberté aux frères Cervantes qui peuvent enfin regagner leur pays.

## Fiche technique
- Titre original : Cervantes[1]
- Titre français : Les Aventures extraordinaires de Cervantes
- Titre alternatif américain : The Young Rebel
- Réalisation : Vincent Sherman
- Scénario : Enrico Bomba, David Karp et Enrique Llovet d'après le roman de Bruno Frank, Cervantes (1934)
- Décors : Enrique Alarcon, Rafael Salazar
- Costumes : Luis Argüello, Peris
- Photographie : Edmond Richard
- Son : Charles Nobel, Gabriel Masaganas
- Montage : Margarita de Ochoa
- Musique : Ángel Arteaga, Jean Ledrut ; orchestre dirigé par André Girard
- Pays de production :  Espagne,  France,  Italie
- Langues originales : anglais, espagnol
- Producteurs : Alexander Salkind, Michael Salkind, Henry T. Weinstein
- Sociétés de production : Prisma de Cinematografia (Espagne), Procinex (France), Protor Film (Italie)
- Sociétés de distribution : Bengala Film (Espagne), Les Acacias (France), Tamasa Distribution (vente à l'étranger), American International Pictures (États-Unis)
- Format : couleur par Eastmancolor — Super Totalvision (Totalscope) — son monophonique :
  - Version 35 mm — 2.35:1
  - Version 70 mm — 2.20:1
- Genre : film d'aventure, film biographique, film historique
- Durée : 90↔127 minutes
- Dates de sortie :
  - Italie : 3 novembre 1967
  - France : février 1968
- (fr) Classification CNC : tous publics (visa d'exploitation no 32259 délivré le 6 février 1968)

## Distribution
- Horst Buchholz (VF : Jean-Francois Poron) : Miguel de Cervantes
- Gina Lollobrigida (VF : elle-même) : Giulia Toffoli
- José Ferrer (VF : Georges Aminel) : Hassan Bey
- Louis Jourdan (VF : Hubert Noel) : le cardinal Giulio Acquaviva
- Francisco Rabal (VF : Jacques Deschamps) : Rodrigo Cervantes
- Fernando Rey (VF : Raymond Gérôme) : Philippe II
- Maurice de Canonge (VF : Richard Francoeur) : le nonce du pape
- Georges Rigaud (VF : Yves Brainville) : le comte de Luc
- José Nieto (VF : Jean-Henri Chambois) : l'oncle de Carlos
- Ricardo Palacios : Sancho
- Jose Jaspe (VF : Émile Duard) : le Dali Mami
- Andres Mejuto (VF : Roger Treville) : le père de Cervantès
- Mariano Vidal Molina (VF : Roger Rudel) : le capitaine Diego de Urbina
- Angel del Pozo : Don Juan d'Autriche
- Antonio Casas : Fabio
- José Marco (VF : René Arrieu) : Paolo, chef des esclaves
- Fernando Hilbeck : Carlos
- Fernando Villena (VF : Lucien Bryonne) : un prêtre

## Tournage
Extérieurs en Espagne : Alcalá de Henares, Cartagène, Dénia, Grenade, Castille-La Manche, Mar Menor, Mojácar, Ségovie, Tolède.